# Carl Geist
Carl Geist (né le 9 décembre 1870 à Reichelsheim, mort le 29 novembre 1931 à Bad Wimpfen) est un peintre impressionniste allemand.

## Biographie
Le père de Carl Geist était vétérinaire. En 1871, sa famille déménage à Grünberg dans la Hesse. Carl étudie au lycée de Laubach, et entre en 1888 à l'Académie des beaux arts de Stuttgart, où il étudie auprès de Ferdinand Keller. Par la suite il complète sa formation à Munich, à Vienne et en Italie. Il expose en 1900 au Palais des glaces (Munich). Il réside brièvement à Darmstadt puis retourne à Grünberg en 1905. La première Guerre mondiale le touche profondément, avec la perte d'amis tels que August Macke et Franz Marc. Il abandonne alors l'impressionnisme pour un style plus académique, et sa production décline fortement. Une rue est nommée en son honneur à Grünberg.

## Galerie

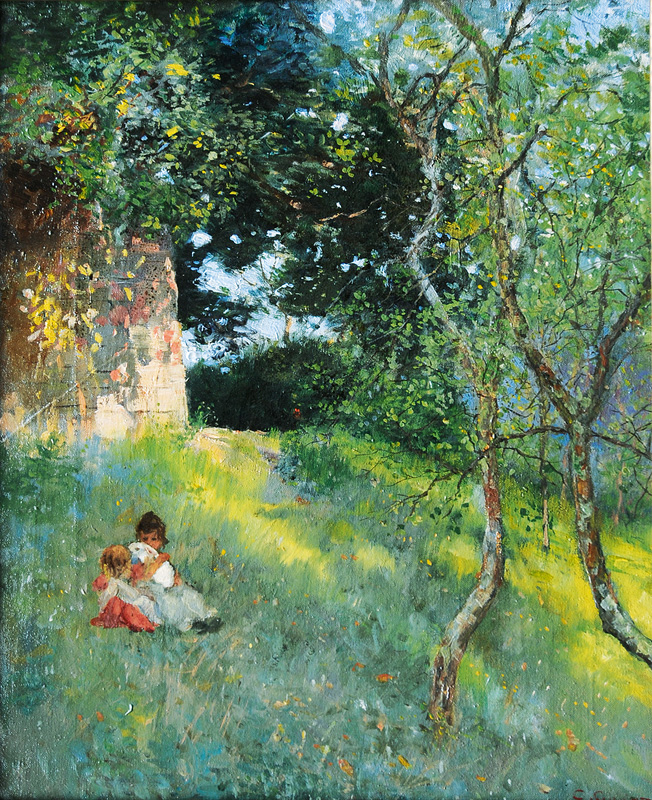
Enfant dans le jardin
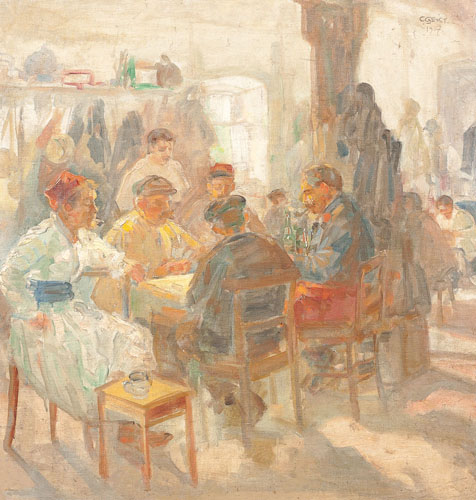